# Leandro Caruso
Leandro Rubén Caruso (Avellaneda, 14 luglio 1981) è un ex calciatore argentino con passaporto italiano, di ruolo attaccante.

## Carriera
Di chiare origini della Basilicata, Caruso inizia la sua carriera nel 2001 nell'Arsenal Sarandí. Dopo aver ottenuto la promozione di categoria nel 2002, viene ceduto ai Pioneros de Ciudad Obregón, squadra messicana. Nel 2007 torna in Argentina, nella seconda divisione nazionale, vestendo la maglia del Godoy Cruz. Il 9 giugno 2009 viene ufficializzato il suo passaggio alla formazione italiana dell'Udinese a partire dalla stagione 2009-2010, che il 20 agosto 2009 lo gira in prestito ad un'altra squadra argentina, il Vélez Sarsfield.
Il 19 giugno 2010 viene annunciata la cessione del giocatore in prestito oneroso al River Plate.
Il 13 agosto 2011 torna di nuovo al Godoy Cruz, questa volta in prestito.
Il 10 agosto 2013 passa all'Huracán.